# 뜨거운 양철 지붕 위의 고양이
《뜨거운 양철 지붕 위의 고양이》(영어: Cat on a Hot Tin Roof)는 1958년 개봉한 미국의 드라마 영화이다. 리처드 브룩스가 감독을 맡았으며, 테네시 윌리엄스의 동명 희곡이 영화의 원작이다.

## 출연

### 주연
- 엘리자베스 테일러
- 밴 존슨

### 조연
- 월터 피전
- 도나 리드

## 기타
- 미술: 세드릭 기븐스
- 미술: 랜들 두엘
- 의상: 헬렌 로즈